# Magister officiorum
Il magister officiorum era un alto funzionario della burocrazia istituita nel tardo impero romano, molto vicino all'imperatore ed in possesso di vasti poteri. Magister officiorum può essere tradotto come "direttore degli uffici". La carica fu utilizzata in Italia anche dopo la caduta dell'Impero romano d'Occidente, dal Regno ostrogoto fino al 553 e dall'Impero bizantino fino al XII secolo. Nel mondo bizantino di molto simile, e forse derivato da tale carica, c'era il ruolo di logoteta del dromo.

## Tardo impero romano
Sebbene alcuni studiosi abbiano sostenuto la sua istituzione sotto l'imperatore Diocleziano (284-305), l'incarico può essere certamente attestato solo a decorrere dal 320, nel regno dell'imperatore romano Costantino I (306-337).
Costantino probabilmente istituì questa carica in un tentativo di limitare il potere del prefetto del pretorio (praefectus praetorio), fino ad allora il principale magistrato amministrativo dell'imperatore romano. Il magister sovrintendeva alla segreteria palatina, divisa in quattro uffici, i sacra officia, ciascuno sotto un rispettivo magister:
- officium memoriae, gestiva le decisioni imperiali chiamate annotazioni, perché erano note fatte dall'imperatore su documenti presentati a lui, e gestiva anche le risposte alle petizioni per l'imperatore;
- officium epistularum, gestiva la corrispondenza trattata con i potentati stranieri e con l'amministrazione provinciale e le città;
- officium libellorum, gestiva i ricorsi dei tribunali inferiori e le petizioni da coloro che vi erano coinvolti;
- officium epistolarum Graecarum, trattava i documenti in greco e la traduzione dei documenti latini in greco.

Un altro importante compito trasferito all'ufficio da Costantino era la supervisione degli agenti in rebus, un corpo di messaggeri fidati che fungevano anche da controllori dell'amministrazione imperiale. Soprattutto questo controllo dei temuti agenti (o magistriani, come erano conosciuti colloquialmente), conferiva all'ufficio un grande potere. L'ufficio aumentò rapidamente di importanza: inizialmente classificato come tribunus, alla fine del regno di Costantino il magister fu una carica completamente nuova.
I poteri dell'ufficio furono ulteriormente rafforzati nel 395, quando l'imperatore Arcadio (395-408) rimosse la sfera pubblica, la guardia del palazzo (Scholae Palatinae) e gli arsenali imperiali (fabricae) dalla prefettura del pretorio e li inglobò al magister officiorum. A partire dal 443 il magister officiorum ha anche giurisdizione legale sui limitanei, i soldati delle truppe di frontiera. Questi ultimi cambiamenti si riflettono nel Notitia Dignitatum, un elenco di tutti gli uffici compilati, circa 400. Ad un certo punto del V secolo, il magister orientale assunse anche l'autorità sulle guardie di frontiera o sui limitanei.
Nel corso del tempo, l'ufficio ha anche assunto il coordinamento degli affari esteri (già nel tardo quarto secolo, i traduttori ufficiali e gli interpreti erano sotto il controllo del magister officiorum per questo motivo), e in Oriente, il Notitia registra la presenza di quattro segretari incaricati del cosiddetto "Agenzia dei Barbari" sotto la supervisione del magister.
Uno dei più importanti magister fu Pietro Patrizio, che mantenne la carica dal 539 al 565 e intraprese numerose missioni diplomatiche in questo ruolo per l'imperatore Giustiniano I (527-565). L'ufficio fu anche conservato in Italia ostrogotica dopo la caduta dell'Impero Romano d'Occidente: in quest'ambito era detenuto da eminenti senatori romani, come Boezio e Cassiodoro.

## Nell'Impero Bizantino
L'ufficio sopravvisse come carica amministrativa nella parte orientale dell'Impero romano. Nel 529 Giustiniano I (527-565) stabilì che il magister officiorum e il quaestor sacri palatii fossero i giudici d'appello supremi per i tribunali militari, ma, alla fine del VII o VIII secolo, la maggior parte delle funzioni amministrative dell'ufficio furono rimosse, tanto che la carica fu convertita nella dignità dei magistros. Almeno fino all'epoca dell'imperatore Leone VI il Saggio (886-912), tuttavia, fu ricordato l'intero titolo precedente: il suo potente suocero, Stylianos Zaoutzes, è nuovamente registrato come "maestro degli uffici divini".
Nelle sue funzioni amministrative, il magister officiorum fu sostituito principalmente dal logotet tou dromou, che controllava la posta pubblica e gli affari esteri, mentre la guardia del corpo imperiale venne trasformata nei tagmata. Fino al regno dell'imperatore Michele III (842-867) sembra che ci fossero solo due magistroi, i più anziani dei quali erano definiti pròtomagistros; questa figura fu di nuovo uno dei ministri di Stato (senza funzioni specifiche) e capo del Senato bizantino.
Dal regno di Michele III in poi, il titolo fu conferito a più detentori, diventando effettivamente un grado di tribunale, il più alto nella gerarchia bizantina fino all'introduzione dei proedro nella metà del X secolo. La Lista di Precedenza (Klētorologion) di Philotheos, scritta nell'899, implica l'esistenza di 12 magistroi, mentre durante il regno dell'imperatore Niceforo II (963-969), l'inviato occidentale Liutprando di Cremona ne registrò la presenza di 24. Il grado continuò ad esistere in seguito, ma perse sempre più importanza.
Nel tardo X e XI secolo, era spesso tenuto in combinazione con il titolo di vestizione. Dal tardo XI secolo fu considerevolmente svalutato, soprattutto nel periodo comneno, e scomparve interamente dalla metà del XII secolo.